# Инфекция верхних дыхательных путей
Инфекция верхних дыхательных путей (ИВДП) — обобщающий термин для обозначения острых инфекций верхних дыхательных путей, в которые могут быть вовлечены нос, придаточные пазухи носа, уши, горло, гортань и трахея. Инфекции верхних дыхательных путей могут протекать в форме простуды (острого назофарингита), острого фарингита, острого синусита, острого тонзиллита, острого среднего отита, острого ларингита или ларинготрахеита, острого эпиглоттита, а также острого трахеита. Данные инфекции обычно являются доброкачественными и проходят самостоятельно. Однако ларинготрахеит и эпиглоттит могут быть достаточно серьёзными заболеваниями у детей.
Хотя инфекции дыхательных путей группируются согласно симптоматике и локализации, термин «инфекция верхних дыхательных путей» является достаточно неточным, поскольку подразумевает отсутствие патологии нижних дыхательных путей, в то время как инфекция часто распространяется и на них. Трахея традиционно относится к нижним дыхательным путям, однако в классификации МКБ-10 трахеит был отнесён к инфекциям верхних дыхательных путей. В одном из альтернативных определений инфекции верхних дыхательных путей явно обозначили, что в воспалительный процесс могут быть включены как верхние, так и нижние дыхательные пути, но не включая альвеолы, включив, таким образом, в определение и острый бронхит, однако по МКБ-10 он классифицируется как инфекция нижних дыхательных путей. Фактически же острый бронхит и инфекция верхних дыхательных путей по симптомам в значительной степени пересекаются, существует мнение, что они должны должны быть объединены в рамках единого клинического представления, поскольку являются частью одного заболевания — острой респираторной инфекции. Термин «инфекция верхних дыхательных путей» наряду с простудой используется в англоязычной литературе, в русскоязычной литературе обычно используются более общие термины — «острая респираторная инфекция» и «острая респираторная вирусная инфекция».
В большинстве случаев острых инфекций верхних дыхательных путей возбудителями являются вирусы, включая риновирусы, вирусы парагриппа, коронавирусы, аденовирусы, респираторно-синцитиальный вирус, энтеровирусы, метапневмовирус человека и вирусы гриппа. Из-за вирусной инфекции верхних дыхательных путей возникают симптомы простуды и гриппа. Среди бактерий распространёнными возбудителями являются гемофильная палочка типа b (Hib), пневмококк, Streptococcus pyogenes и Corynebacterium diphtheriae. Возбудители инфекций верхних дыхательных путей могут вызывать широко варьируемые симптомы, из-за чего этиологического агента по ним определить не представляется возможным. 

## Профилактика
Большинство бактериальных инфекций верхних дыхательных путей могут предотвращаться вакцинами. Вакцинация доступна против коклюша, дифтерии, пневмококковой инфекции и инфекции гемофильной палочки типа b. Из числа вирусных респираторных инфекций вакцинация доступна против гриппа.
Кокрановский систематический обзор от 2015 года определил, что пробиотики могут быть лучше, чем плацебо, в профилактике острых инфекций верхних дыхательных путей (например, простуды), в том числе могут немного сокращать среднюю длительность заболеваний, однако качество анализируемых доказательств было низким или очень низким, некоторые исследования поддерживались производителями пробиотиков, а для подтверждения выводов требуются дальнейшие исследования. Эффект пробиотиков против простуды можно оценить как маргинальный.

## Лечение
Согласно рекомендациям альянса по обучению противодействию антибиотикорезистентности AWARE применение антибиотиков при риносинусите должно рассматриваться лишь в том случае, если улучшение не наступило после 10 дней болезни или симптомы ухудшились на 5—7 дни болезни. Острый средний отит диагностируется при внезапном начале и наличии признаков эффузии (жидкость за барабанной перепонкой) и воспаления. Антибиотики рекомендуется применять при остром отите с воспалением среднего уха или оталгией, если же при отите лишь эффузия без признаков воспаления, антибиотики не рекомендуются. У некоторых детей с отитом может быть рассмотрен период наблюдения перед началом применения антибиотиков. У пациентов с подозрением на стрептококковый фарингит обычно требуется подтверждение экспресс-тестами на антигены, хотя некоторые рекомендации допускают эмпирическое лечение антибиотиками.